# Lauroppia maritima
Lauroppia maritima är en kvalsterart som först beskrevs av Rainer Willmann 1928.  Lauroppia maritima ingår i släktet Lauroppia och familjen Oppiidae.

## Underarter
Arten delas in i följande underarter:
- L. m. maritima
- L. m. acuminata
- L. m. carinthiaca